# Elektrárna Štvanice
Das 1913–1914 erbaute Elektrárna Štvanice (dt.: Wasserkraftwerk Štvanice) an der Moldau in Prag auf der Insel Štvanice verbindet Jugendstil-Architektur mit moderner Technik.

## Geschichte, Lage, Funktion

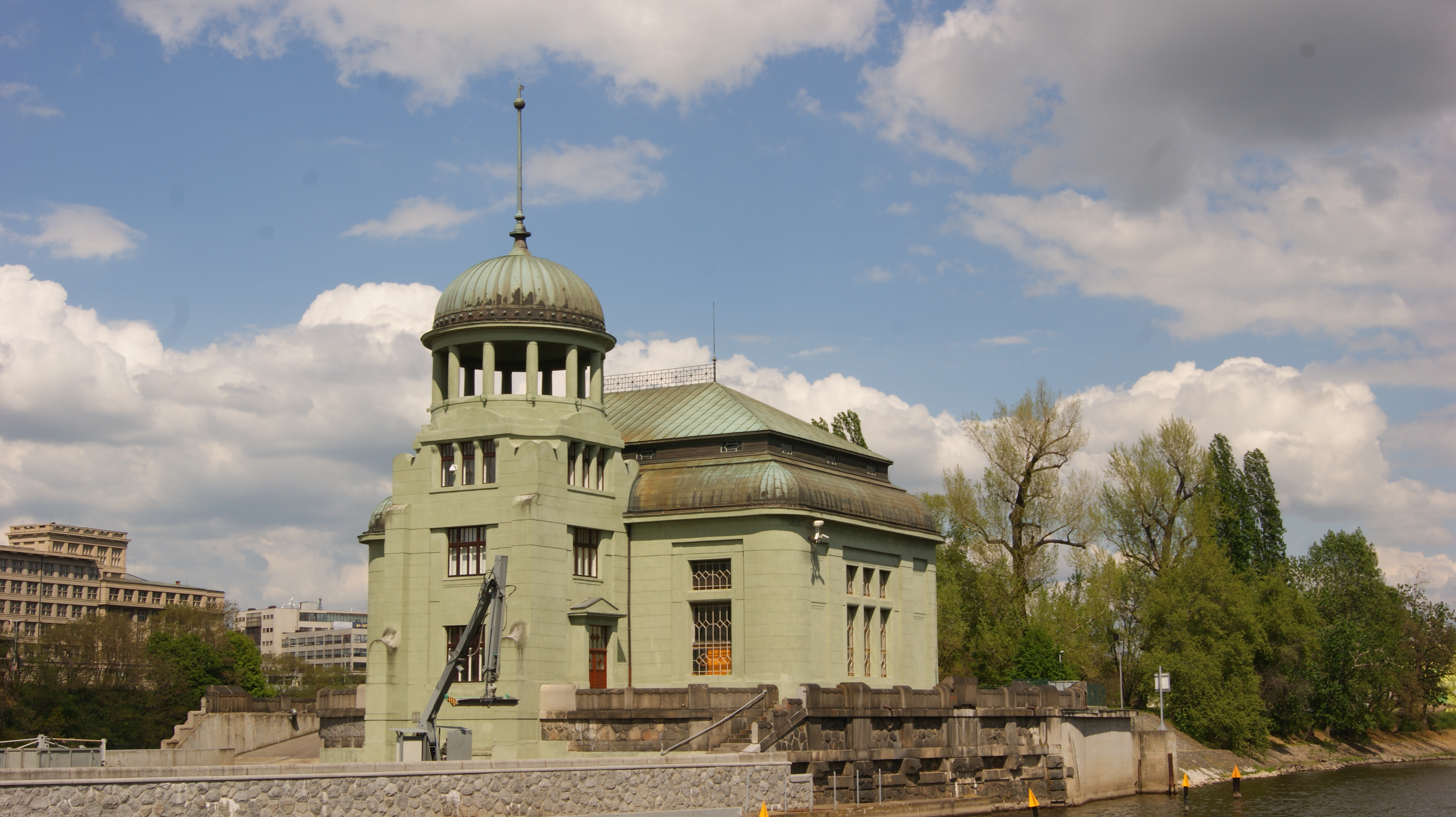
Jugendstilgebäude des Wasserkraftwerks Štvanická

Das Wasserkraftwerk liegt an der westlichen Spitze der Insel und versorgt die Stadt Prag mit Elektrizität. Das Wasserkraftwerk wurde 1914 fertiggestellt. Der Architekt des Gebäudes, Alois Dlabač, ließ sich im Hinblick auf den Stil von einem französischen Schloss inspirieren. Auf der Westseite des Gebäudes befindet sich ein fünfstöckiger Turm mit einer Höhe von 22 m und einer Grundfläche von 7,5 m × 7,5 m. Die Kuppel hat eine Scheitelhöhe von 8 m. Das Kraftwerk wurde zum 31. Dezember 1972 wegen Mängel stillgelegt. Von 1984 bis 1987 wurde das Wasserkraftwerk technisch erneuert und das Gebäude vorsichtig renoviert.
Das Wasserkraftwerk ist im Besitz des staatlichen Energieversorgungsunternehmens ČEZ. Es wird von einem Schwesterunternehmen, der ČEZ a.s., betrieben und gewartet.

## Technische Daten

### Neue Anlage
Das Wasserkraftwerk erbringt eine Höchstleistung von 5,67 MW. Diese Leistung wird durch drei Kaplanturbinen umgewandelt (1,89 Megawatt pro Turbine). Die Durchflussmenge beträgt 56 Kubikmetern pro Sekunde. Die Turbinen mit 3,5 m Durchmesser befinden sich in einem Schacht drei Meter unter dem Niveau und nutzen ein Gefälle von 3,96 Metern zwischen Einlauf und Auslauf.
An jeder Turbine ist ein Synchrongenerator mit 1,88 MW bei einer Spannung von 6,3 kV angeschlossen und dreht mit 107,1 U/m. Über eine Umspannanlage wird die Spannung auf 22 kV angehoben. Jährliche werden etwa 19.000 MWh eingespeist.
Die Anlage funktioniert vollautomatisiert. Die Überwachung erfolgt durch ein Kontrollzentrum bei Štěchovice.

### Alte Anlage

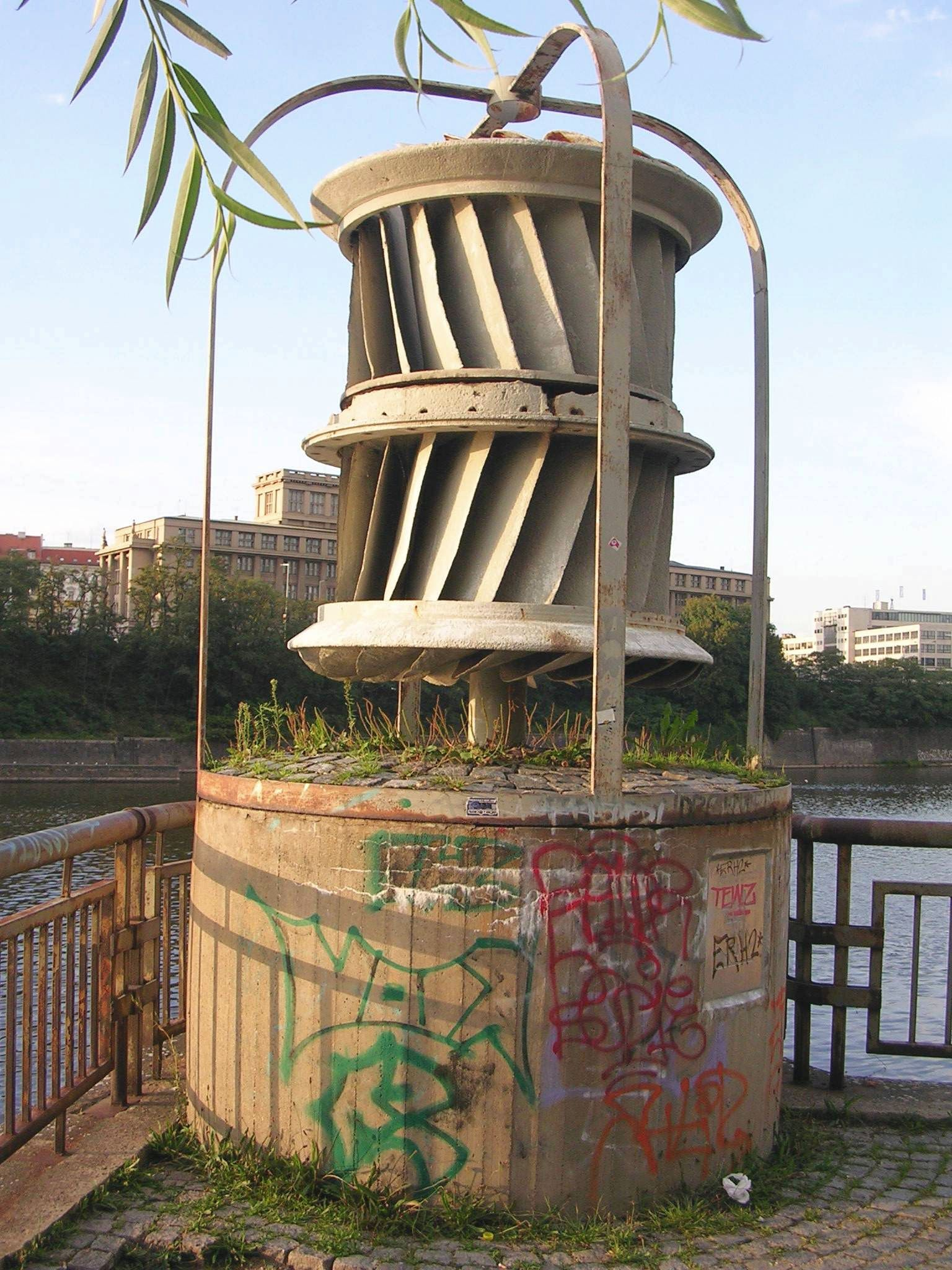
Eine der alten, ausgebauten Francisturbinen

In der alten Anlage befanden sich drei vertikale Francisturbinen, hergestellt von der Fa. Kolben und Daněk (später Českomoravská-Kolben-Daněk (ČKD)). Diese hatten jeweils eine Leistung von 474 kW bei einem Durchfluss von etwa 16 m³/s. Die Gesamtleistung betrug 1,4 MW. Als Generatoren waren dreiphasige Maschinen mit 350 / 500 kW bei 3000 V eingesetzt. Als Getriebe waren solche mit hölzernen Zahnrädern eingesetzt, welche bis 1972 in Betrieb waren.